# Daniel J. Danielsen
Daniel Jacob Danielsen (født 15. juni 1871 i København, død 16. oktober 1916 i Tórshavn) var en færøsk missionær og prædikant. Han var missionær i den belgiske konge Leopold 2.s private koloni Congofristaten 1901–03. Her arbejdede han tæt sammen med ireren Roger Casement om at dokumentere den belgiske konges administratorers og soldaters overgreb mod de indfødte congolesere, og bidrog til etableringen af Congo Reform Association i Storbritannien i 1904.
Danielsen blev født i København i 1871 af en ung, ugift færøsk mor, Sigrid Danielsen, som flyttede til København som ung pige. Han fik navnet Ludvig Daniel Jacob Danielsen, hvor Ludvig angives at være hans fars navn. Danielsen kendte aldrig sin far og brugte ikke Ludvig-navnet. På Færøerne blev han kaldt Dollin, som nogle steder på Færøerne er et almindeligt kælenavn for drenge og mænd der hedder Daniel Jacob eller bare Daniel (Dánjal). Kort tid efter fødselen flyttede mor og søn tilbage til Tórshavn, hvor hun i 1874 blev gift.
Han drog til søs som 18-årig og udannede sig til maskinmester i Skotland. 27 år gammel blev han omvendt af Plymouthbrødrene under et vækkelsesmøde i Glasgow. Han rejste til Congo som missionær for Congo Balolo Mission, med base i Bonginda. Han havde særlig ansvaret for driften af missionens hjuldamper Pioneer. I 1903 var han skibsfører, assistent og fotograf for Casement under dennes undersøgelsesfærd langs Congofloden. Efter hjemkomsten til England i 1904 holdt han en serie lysbilledforedrag om forholdene i Congo. I engelske tekster kaldes han Danielson, ikke Danielsen.
I 1904 flyttede han med sin hustru Lina tilbage til Færøerne. Her virkede han som prædikant for den lokale aflægger af Plymouthbrødrene, Brøðrasamkoman. Han døde i 1916 og blev begravet i kirkegården i Tórshavn (Gamli kirkjugarður í Havn). På hans gravsten står: Virkaði i Congo 1901–1903 / Ein óræddur hermaður Harrans - som betyder: Arbejdede i Congo 1901-1903 / En frygtløs Herrens soldat. (Herren = Gud).
I 2014 blev han afbilledet på et færøsk frimærke, og den færøske tidligere politiker og fagforeningformand Óli Jacobsen har skrevet en bog om Danielsens liv og indsats i Congo.